# 上田渉 (化学者)
上田 渉（うえだ わたる）は、日本の化学者。北海道大学名誉教授。北海道大学触媒化学研究センター長、触媒学会会長、石油学会会長を歴任。

## 人物・経歴
神戸大学大学院理学研究科修士課程、東京工業大学大学院総合理工学研究科博士課程を経て、1981年東京工業大学資源化学研究所助手に就任。文部省在外研究員としてケンブリッジ大学および王立研究所に留学したのち、1998年、山口東京理科大学教授に就任。
2001年北海道大学触媒化学研究センター教授。2006年北海道大学触媒化学研究センター長。2014年神奈川大学工学部物質生命科学科教授。北海道大学名誉教授、東京工業大学客員教授。世界石油会議日本国内委員会副議長も務めた。
2010年触媒学会賞受賞。2012年構造ユニットの高次制御による酸化反応用複合酸化物触媒の開発により石油学会賞受賞。同年触媒学会会長。2014年石油学会会長。